# Čvor
 Ovo je glavno značenje pojma Čvor. Za druga značenja pogledajte Čvor (Bjelovar).
Čvor je mjerna jedinica za brzinu, za koju se koristi skraćenica čv, a u engleskom jeziku se naziva knot (kt). Čvor nije mjerna jedinica SI sustava, iako je prihvaćena za uporabu unutar njega. Koristi se uglavnom u pomorstvu, meteorologiji i zrakoplovstvu. 

## Definicija
1 čvor = 1 nautička milja/sat =  1,852 km/h.

## Upotreba
Kao i svaka mjerna jedinica, jedinica čvor se može koristiti za mjerenje različitih brzina, pa je ponekad važno napomenuti koja se točno brzina iskazuje. Kada se čvor koristi u plovidbi (vodom ili zrakom) postoje dvije temeljne situacije koje se mogu mjeriti:
- brzina u odnosu na sredstvo (voda, more, zrak),
- brzina u odnosu na tlo (obično se naziva putna brzina).

Ako se sredstvo kroz koje se plovi također kreće, tada je putna brzina vektorski zbroj brzine kojom se sredstvo giba i brzine kojom se plovilo (zrakoplov) giba kroz sredstvo. Na primjer, putovanje niz struju (odnosno vjetar) je brže, dok je putovanje uz struju (ili vjetar) usporeno.
U zrakoplovstvu je mjerenje brzine kroz zrak dodatno razrađeno, tako da se iskazuju tri brzine kroz zrak, odnosno s putnom brzinom se iskazuje ukupno četiri brzine:
- IAS (indicirana brzina, indicated airspeed) - brzina koju izravno pokazuje brzinomjer;
- CAS (kalibrirana brzina, calibrated airspeed) - brzina iskazana brzinomjerom na koju je primijenjen ispravak za poznatu grešku brzinomjera;
- TAS (stvarna brzina, true airspeed) - stvarna brzina gibanja zrakoplova u odnosu na zrak kroz koji se giba,
- GS (putna brzina, ground airspeed) - brzina gibanja zrakoplova u odnosu na tlo ispod njega.

## Podrijetlo
Brzina broda dugo se vremena mjerila tako što bi se omanji plutajući predmeti (najčešće drveni) s broda u plovidbi bacili u more, a potom bi se pomoću pješčanog sata mjerilo vrijeme potrebno da taj predmet prođe između dvije točke na brodu poznate međusobne udaljenosti.
Kasnije se koristila naprava za mjerenje brzine (eng. chip log), koji se je sastojao od manje drvene ploče na koju je bila privezana uzica (eng. log-line). Kada bi navigator htio izmjeriti brzinu broda, mornar bi bacio drvenu pločicu po krmi broda koja bi, poput svojevrsnog sidra, ostala na mjestu dok bi brod nastavio ploviti. Uzica bi se puštala istjecati točno određeno vrijeme, a brzina broda bi se izračunavala temeljem dužine uzice koja bi istekla u tom vremenu.
Uvođenjem nautičke milje kao standardne mjere na moru u 15. stoljeću, uzica brzinomjera se je počela označavati jednakim razmacima koji su bili proporcionalni nautičkoj milji i vremenskom razmaku koji se je koristio pri mjerenju. Te su se oznake na uzici radile tako da bi se na njoj zavezao čvor, a kasnije su se na ta mjesta na uzici umetali komadići uzice vezani u čvorove.
U početku je razmak između oznaka bio 7 fathoma ili 42 stope, a vrijeme mjerenja je bilo 30 sekunda. Kasnije, redefiniranjem vrijednosti nautičke milje, mijenjao se je i razmak među čvorovima na uzici. Postupno, razmak je postavljen na 47 stopa i 3 palca (14,4 metra), a vrijeme mjerenja na 28 sekunda.

## Pretvorbe
1 čvor odgovara:
- 0,51444... m/s
- 1,852 km/h
- 1,150779 mi/h (statutnih milja (1609,344 m) na sat)